# M02 (Oekraïne)
De M02 is een hoofdweg in Oekraïne, die loopt van de M01 bij Kipti via Hloechiv naar de Russische grens bij Batsjivsk. In Rusland loopt de weg als M-3 verder naar Moskou. De M02 is 243 kilometer lang.
De M02 is in zijn geheel onderdeel van de E101, de route tussen Moskou in Rusland en Kiev in Oekraïne. 

## Route
De weg begint aan de kruising met de M01 bij het dorp Kipti. De weg loopt als hoofdweg met één rijstrook per richting via de stadjes Nizjyn, Borzna, Konotop en Hloechiv naar de Russische grens. Na de grens gaat de weg over in de M-3 naar Brjansk, Orjol en Moskou.

## Geschiedenis
In de tijd van de Sovjet-Unie was de M02 onderdeel van de Russische M3. Deze weg liep van Moskou naar Kipti. Na de val van de Sovjet-Unie in 1991 en de daaropvolgende onafhankelijkheid van Oekraïne werden de hoofdwegen omgenummerd om een logische nationale nummering te krijgen. De M3 kreeg het nummer M02.
Met het oog op het Europees kampioenschap voetbal 2012 in Polen en Oekraïne was de weg onderdeel van een programma om een groot aantal hoofdwegen te reconstrueren. Zo zou onder andere het oude wegdek worden vervangen door een nieuw wegdek. Dit is echter niet uitgevoerd.
M01 ·
M02 ·
M03 ·
M04 ·
M05 ·
M06 ·
M07 ·
M08 ·
M09 ·
M10 ·
M11 ·
M12 ·
M13 ·
M14 ·
M15 ·
M16 ·
M17 ·
M18 ·
M19 ·
M20 ·
M21 ·
M22 ·
M23 ·
M24 ·
M25 ·
M26 ·
M27 ·
M28 ·
M29 ·
M30
N01 ·
N02 ·
N03 ·
N04 ·
N05 ·
N06 ·
N07 ·
N08 ·
N09 ·
N10 ·
N11 ·
N12 ·
N13 ·
N14 ·
N15 ·
N16 ·
N17 ·
N18 ·
N19 ·
N20 ·
N21 ·
N22 ·
N23 ·
N24 ·
N25 ·
N26 ·
N27 ·
N28 ·
N30 ·
N31 ·
N32 ·
N33